# عبد العزيز بناني
عبد العزيز بناني، ولد في مدينة تازة سنة 1939 وتوفي بمدينة الرباط في 20 مايو 2015، هو جنرال دكور دارمي مغربي. كان يشغل منصب المفتش العام لـ القوات المسلحة الملكية وقائد المنطقة العسكرية الجنوبية منذ 2004 خلفا للجنرال عبد الحق القادري إلى غاية 13 يونيو 2014، عمل قائداً ميدانياً للقوات المسلحة المتمركزة في المنطقة الجنوبية للمملكة المغربية، برتبة كولونيل، خلفاً لـ أحمد الدليمي، عندما اندلعت الحرب أول مرة في الصحراء. وظل يتولى منصب قائد قيادة المنطقة الجنوبية المتمركزة في أكادير حتى تاريخ تعيينه، لظروفه الصحية عزل عن منصبه وعُيِّن مكانه الجنرال دكور دارمي بوشعيب عروب.

## المناصب التي تقلدها
- قائد الوحدة الشمالية
- نائب قائد المنطقة الشرقية
- قائدا ميدانيا للقوات المسلحة المتمركزة في الصحراء برتبة كولونيل سنة 1976.
- تم تعيينه قائدا للمنطقة العسكرية الجنوبية بعد وفاة الجنرال أحمد الدليمي سنة 1983.
- تم تعيينه مفتشا عاما للقوات المسلحة الملكية سنة 2004.

## الحروب التي شارك فيها
- حرب استرداد طرفاية سنة 1957
- حرب إفني سنة 1957
- حرب الرمال سنة 1963
- حرب الصحراء المغربية سنة 1975